# Hanergy
Die Hanergy Holding Group Ltd. ist eine chinesische Unternehmensgruppe im Bereich erneuerbare Energien (Solarenergie, Wind- und Wasserkraft).

## Geschichte
Hanergy wurde 1994 von Li Hejun gegründet und war 2015 eines der zehn größten Unternehmen der Branche in China sowie der weltgrößte Hersteller von Dünnschichtsolarzellen. Die Gruppe hat ihren Hauptsitz in Peking.
Im Mai 2015 verlor die Firma innerhalb einer halben Stunde die Hälfte ihres Börsenwerts.
Ihr Gründer und langjähriger CEO Li Hejun war laut Hurun-Report vom Februar 2015 mit einem Vermögen von umgerechnet 26 Milliarden US-Dollar zum damaligen Zeitpunkt der reichste Chinese. Nach dem Debakel des Aktienkurses 2015 forderten Regulatoren Nachweise und Offenlegungen des Konzerns über fragwürdige Transaktionen innerhalb des Firmenkonstrukts, welchen die Firma bisher nicht nachkam. Seither ist die Aktie vom Handel ausgeschlossen und in Hongkong nicht mehr gelistet. Es gab Pläne für eine Privatisierung und einem erneuten Listing in China, welche bisher aber nicht in die Tat umgesetzt wurden.